# Myrtle Palacio
Pour les articles homonymes, voir Palacio.
Iris Myrtle Palacio, née en 1948 à Stann Creek Town, actuellement Dangriga, est une éducatrice, dirigeante d'entreprise, militante garifuna et femme politique bélizienne.
Éducatrice puis formée à la gestion d'entreprise, Myrtle Palacio crée et dirige la première entreprise informatique du pays.
Politiquement, elle présente aux Nations unies les difficultés du Belize. Elle fait partie des observateurs électoraux du Commonwealth et vérifie la régularité des élections au Belize et dans d'autres pays. Directrice du Bureau de la gouvernance, elle veille à la bonne gouvernance dans le secteur public. Elle est membre et secrétaire générale du Parti uni du peuple.
Historienne, elle met en avant les difficiles avancées démocratiques. Elle défend particulièrement la culture des peuples garifunas. Elle est officier de l'ordre de l'Empire britannique.

## Biographie

### Famille et formation
Myrtle Cacho naît en 1948. Ses parents sont Gwendolyn Trapp et Cornelius Cacho, habitant Stann Creek Town, actuellement Dangriga, le chef-lieu du district de Stann Creek.
Sa famille est du peuple des Garifunas, une communauté de personnes d'origine mixte noire africaine et indienne caraïbe. Son frère est l'homme politique Russell « Chiste » Garcia, qui est mort en 2009.
Myrtle épouse en 1968 l'anthropologue bélizien Joseph Palacio. Ils ont deux enfants.
Myrtle fréquente d'abord la Stann Creek Methodist School, puis le Wesley College de Belize City. Elle obtient ensuite un diplôme d'enseignement du Belize Teacher's College.
En 1981, Myrtle Palacio décide de reprendre ses études et elle obtient un BA en comptabilité et gestion des entreprises de l'université de Californie à Berkeley. Elle poursuit plus tard des études de troisième cycle et elle reçoit une maîtrise en études urbaines de l'université de La Nouvelle-Orléans en 1995.

### Informatique
Myrtle Palacio a trois carrières parallèles: en tant qu'entrepreneuse dans l'informatique, en tant que femme politique et comme historienne de la culture garifuna.
En 1984, Myrtle Palacio crée l'entreprise Glessima, qui est la première entreprise de l'industrie informatique au Belize. Elle a pour objectif d'employer des femmes, leur permettant de se forger une carrière professionnelle en dehors du foyer familial.

### Politique
En 1999, Myrtle Palacio est nommée au poste d'officier responsable des élections et des frontières au Belize ; elle sert à ce poste jusqu'en 2005,. Pendant l'exercice de ses fonctions de chef du département, l'informatique a été mise en place et elle a introduit l'éducation des électeurs.
Toujours en 1999, elle s'adresse aux Nations unies à La Haye, présentant une déclaration décrivant les problèmes auxquels le Belize est confronté en tant que pays du tiers monde et les mesures prises par le gouvernement pour combattre ces problèmes. Sa déclaration est suivie d'un rapport circonstancié sur la fracture Nord / Sud au Belize et son impact sur la population.
Myrtle Palacio fait partie ou dirige des équipes à plusieurs reprises pour observer les élections internationales. En 2003, elle dirige l'équipe chargée de superviser les procédures de réinscription des électeurs à Antigua-et-Barbuda. En 2015, elle fait partie de l'équipe des observateurs électoraux du Commonwealth qui supervise les élections à Saint-Vincent-et-les-Grenadines.
Entre 2005 et 2008, Myrtle Palacio œuvre comme directrice du Bureau de la gouvernance. En 2010, elle produit un rapport sur la démocratie bélizienne, soulignant le chemin parcouru, mais également les problèmes auxquels elle est confrontée. En juin 2011, elle présente deux publications Elections in Belize: the Naked Truth et Adugurahani: A Walk Through Garifuna Spiritualism. De 2011 à 2015, Myrtle Palacio est la secrétaire générale du Parti uni du peuple (People's United Party).

### Historienne et défenseuse des Garifunas
Myrtle Palacio est une experte de l'histoire politique récente du Belize. L'une de ses observations porte sur le mode opératoire des débats radiodiffusés entre 2003 et 2008 permettant aux candidats politiques de débattre entre eux ; le problème est que le soutien apporté aux candidats était dû à des personnes utilisant des cartes téléphoniques prépayées par les partis politiques pour soutenir un camp plutôt que l'autre et donc essayer de manipuler ainsi l'opinion publique.

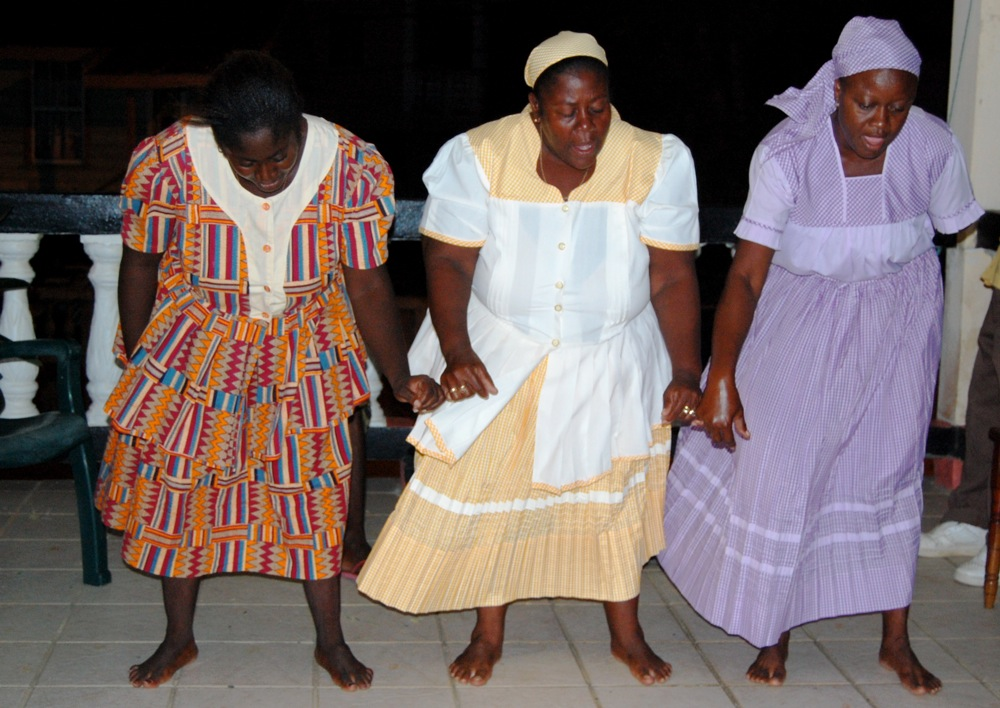
Danseuses Garifuna à Dangriga au Belize

Elle écrit aussi sur la pauvreté du logement au Belize et elle étudie les mesures qui pourraient être pris pour changer la situation des habitants du Belize.
Myrtle Palacio est une fervente défenseuse de la culture garifuna, écrivant certains des premiers livres sur le sujet et parlant largement de son identité garifuna. Elle est une experte de l'histoire des Garifunas, en particulier de l'évolution de sa population et de sa culture au Belize.
Un aspect qu'elle met en relief par ses écrits est la façon dont les populations garifuna et créole sont traitées différemment par les colonisateurs britanniques : les créoles passeraient pour être moins « têtus » et reçoivent plus facilement des nominations officielles, ce qui leur permet selon elle d'avoir beaucoup plus de pouvoir politique et économique. Elle écrit aussi sur l'émigration des Garifunas aux États-Unis.
Dans son livre Adügürahani, Myrtle Palacio est la première personne à écrire une relation descriptive de la cérémonie de « Dugu » et de ses neuf rituels, qui sont très importants pour la vie spirituelle des Garifunas. Le Guide qu'elle écrit aussi a pour but d'expliquer la culture garifuna à tous, mais avec un accent particulier sur l'éducation des enfants.

## Honneurs
Lors des honneurs de l'anniversaire de 1999, Myrtle Palacio reçoit la distinction de membre de l'ordre de l'Empire britannique décerné par la reine Elizabeth II, pour les services qu'elle a rendus à la communauté au Belize.
Dans les honneurs du Nouvel An 2007, elle est promue à un grade plus élevé dans l'ordre, le grade d'officier de l'ordre de l'Empire britannique.

## Principales publications
- Qui et quoi aux élections béliziennes: 1954-1993. Recherche Glessima, 1993.
- Le premier guide sur le peuple appelé Garifuna. Recherche et services Glessima, 1993.
- Adügürahani: Une promenade à travers le spiritisme garifuna, Glessima Research & Services, 2011[22].
- Politique électorale au Belize: la vérité nue, Glessima Research & Services, 2011 [23].